# El largo adiós (El ala oeste de la Casa Blanca)
 El largo adiós  es el decimotercer capítulo de la cuarta temporada de la serie dramática El ala oeste de la Casa Blanca.

## Argumento
C.J. se dirige a su ciudad natal, Dayton (Ohio), para una reunión de excompañeros de instituto en el vigésimo aniversario de su graduación. Aprovechará para ver a su padre, Talmidge Cregg, un viejo profesor de Matemáticas que sufre de Alzhéimer, dejando a cargo de Toby sus tareas como Secretaria de Prensa de la Casa Blanca. En teoría debe dar una confenrencia con el título “Las promesas de una generación”.
Junto a su padre, irá comprobando como poco a poco va perdiendo sus capacidades intelectuales debido a su grave enfermedad. Además, y para su sorpresa, se dará cuenta de que ha sido abandonado por Molly, la que sería su tercera esposa y exprofesora de lengua de C.J., porque esta no puede superar verle tan disminuido.
A su llegada, en el aeropuerto, se encuentra con un antiguo amigo llamado Marco Arlens, antiguo miembro de una banda punk reconvertido en relojero. En el último momento, deberá abandonar la reunión por una serie de atentados y amenazas terroristas en embajadas norteamericanas. De todos modos se siente mejor porque comprueba que al menos, durante un tiempo, su padre no estará solo: Molly vuelve junto a él.

## Curiosidades
- Este capítulo es el único de toda la serie en el que no sale el Presidente de los Estados Unidos: Josiah Bartlet. Aparecen fugazmente Josh y Leo, y no sale Donna.
- El título del episodio se refiere, poéticamente, a la enfermedad del Alzhéimer.
- Aaron Sorkin le pidió a su amigo y dramaturgo Jon Robin Baitz que escribiera el guion de El largo adiós, para que tomara a uno de los personajes y lo metiera en una obra de teatro. Por supuesto, este último aceptó encantado.[1]
- En un principio se iba a rodar en Dayton (Ohio), pero resultó ser más económico hacerlo en Chicago.
- Las escenas de la reunión fueron rodadas en el restaurante Horwath's, donde suele comer el asistente de localizaciones de la serie Patrick Muldoon.
- Las escenas rodadas por parte de Donald Moffat (quien interpreta a Talmidge Cregg) fuero rodadas en Oak Park.

## Premios
- Nominada en los Premios Emmy Allison Janney.[1]

## Enlaces
- Enlace al Imdb.
- Guía del Episodio (en inglés).